# Kiss János Botond
Kiss János Botond, Kiss János Szabolcs Botond (Magyardécse, Beszterce-Naszód megye, 1941. augusztus 3.–) biológus, ornitológus, Duna-delta-kutató, természettudományi szakíró, volt környezetvédelmi államtitkár. Szerzői neve: Kiss J. Botond.

## Főbb kutatási területei
Madártan, herpetológia, táplálkozásbiológia és viselkedéstan, vadászattudomány, biológiai sokféleség és természetvédelem, ökológia és evolúció, vadon élő állatok védelme, invaziv fajok, a biodiverzitás monitorozása, veszélyeztetett fajok, népességökológia, szőr- és tolltetvek, kullancsok és az általuk okozott betegségek, nyugat-nílusi vírus.

## Életútja
Élete belevegyül a romániai biológia-történelembe, deltatörténelembe.
Elemi osztályait Magyardécsén, középiskolai tanulmányait Désen, az akkori 3. sz. Magyar Vegyesiskola utolsó végzős osztályában végezte (1959). Utána Kolozsváron, az 1959-ben egyesített Babeș–Bolyai Tudományegyetemen, Gyurkó István tanítványaként szerzett biológia-földrajz szakos diplomát (1964). Államvizsga-dolgozata: Adatok a vízirigó biológiájához és táplálkozásához. Tanári kihelyezést kapott Havadra, Maros megye, majd 1965-ben versenyvizsgát nyer egy kutatóbiológusi állásra a brăilai Erdő- és Vadkutató Állomás Tulcea városában lévő laboratóriumába. Innen két év múlva átkerül a Tulcsán (Tulcea) működő Delta-múzeumhoz, mint muzeográfus, majd 1974-ben a Duna-delta tröszt (Centrala Delta Dunării) Erdő- és Vadkutató részlegébe. A tröszt föloszlatása után ez lett a magja a megalakuló Duna-Delta Nemzeti kutatási-Fejlesztési Intézetnek (Institutul Național de Cercetare-Dezvoltare "Delta Dunării" – INCDDD) ahol élete legnagyobb részében tevékenykedett.
A kommunista rendszer önkénye miatt, politikai üldözöttjeként, közel három évre kényszer-kihelyezettségre kerül Letea szigetére (Duna-delta), C. A. Rosetti községbe, ahol az erdőkerületnél kap munkát.
Röviddel 1989 decembere után visszakerül a Tulcea-i Erdő- és Vadkutató Állomás Kutatóintézetébe. Tagja lesz a munkacsoportnak, amelyik kidolgozta a Duna-delta Bioszféra Rezervátum létrehozását szabályozó törvénytervezetet.

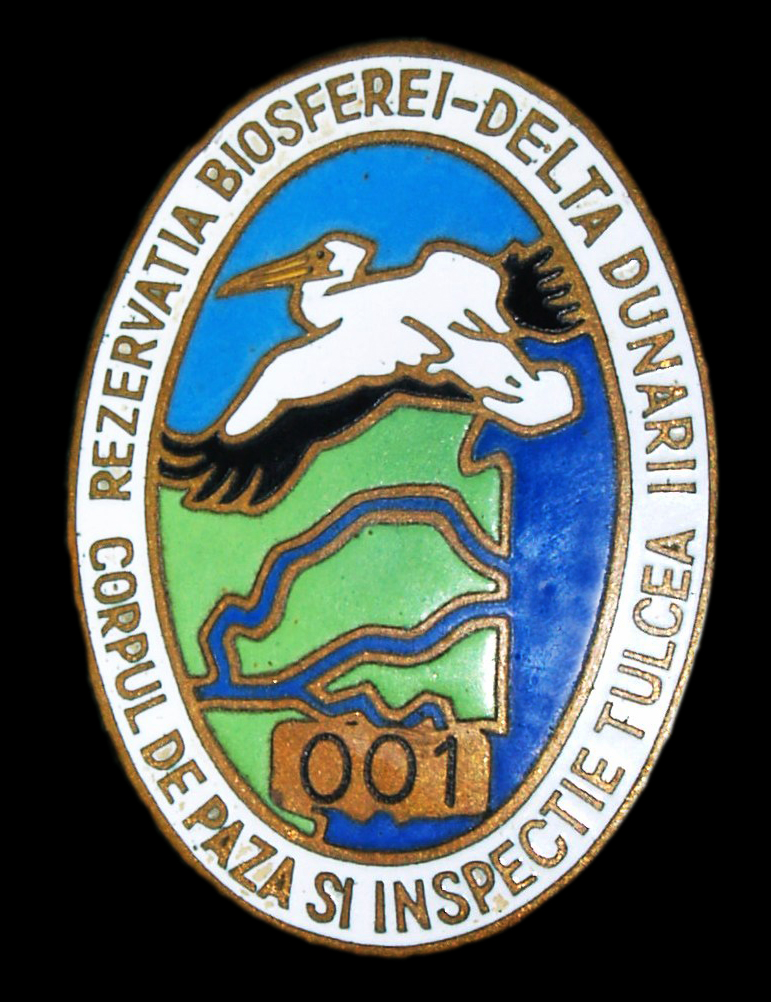
A Duna-delta Bioszféra Rezervátum Őr- és Ellenőr Testületének jelvénye

1990-ben megalapítja, szervezi és vezeti a Duna-delta Bioszféra Rezervátum Őr- és Ellenőr Testületét, 1995-ig, amelynek fontos szerepe volt, hogy a Duna-delta az 1989-es romániai rendszerváltás zűrzavarában megőrizzen és átmenekítsen valamit elképesztő természeti csodáiból.
A Ciorbea-kormány idején, 1997 januárja – 1998 májusa között, Románia első Vízügyi, Erdészeti és Környezetvédelmi Minisztériumának államtitkáraként a Környezetügyi Főigazgatóság munkáját koordinálja, sokat téve az ország természeti kincsei, a biológiai és táji sajátosságok megmentéséért.
Tevékenységének lényege azoknak a programoknak a véghezvitele, amelyek célja a környezeti törvények alkalmazása és tiszteletben tartása, oly módon, hogy minden környezeti tényező teljes változatosságában tényleges védelemben részesüljön.
A határokon átnyúló, regionális környezetvédelem elhivatottja, az öt országon átívelő, a Duna „zöld folyosója” projekt megálmodója.
1998 május 9-én, Bogotában (Kolumbia fővárosa), Románia Vízügyi, Erdészeti és Környezetvédelmi Minisztériumának államtitkáraként aláírja a III. Környezetvédelmi Bűnmegelőzési Program Konferencia (ECPP) záródokumentumát és eléri, hogy a következő ülésszak 2000 márciusában Bukarestben kerüljön megszervezésére, aminek elnökségére kap kinevezést. A közben létrejött Radu Vasile kormányban azonban állása megszűnik, igy a bukaresti Konferencia elmaradt.
A küszvágó csér ökológiája és etológiája a Duna torkolatvidékén c. disszertációjával 2000-ben doktori címet szerzett.
Tulceán él, mindeddig egyetlen, más vidékről ideszármazott kutatóbiológusként, aki itt maradt.

## Munkássága
Tudományos szakdolgozatainak, ismeretterjesztő esszéinek, szakjelentéseinek száma meghaladja a 370-et, aminek több mint kétharmada az interneten is elérhető.
Kormányzati és nem-kormányzati szervezetek megbízásából, több mint száz hazai (Tulcea, Bukarest, Jászvásár, Kolozsvár) és külföldi (Ausztria, Csehország, Franciaország, Olaszország, Nagy-Britannia, Hollandia, Spanyolország, Magyarország stb.) tanulmány és kutatási projekt vezetője vagy munkatársa.
Könyvei közül A Delta könyve, amely 5 kiadást ért meg és amely román és német fordításban is megjelent, nemcsak természeti kalauz, hanem az ugyancsak sajátos gazdasági és néprajzi környezet ismertetője, sőt mellékletként beiktatott szótárával a helyi fogalmak és kifejezések között is eligazít.
A kolozsvári egyetem szellemében, egyik fő érdeklődési köre a táplálkozásbiológia. Sikerül több magyarországi kutató segítségével, kiemelten Rékási Józseffel (Pannonhalma), Richnovszky Andorral (Baja) és Sterbetz Istvánnal (Budapest) olyan munkacsoportot összehozni, amely a duna-deltai madárgyűjtések eredményeit dolgozta föl, több mint 40 publikációban. Rékási Józsefel együtt végzett madárparazitológiai tevékenysége eredményeként mintegy 200 szőr- és tolltetű új fajként kerül fel a romániai fajlistákra.
Hat madárfajt írt le először Romániából, négynek az első országos fészkelését dokumentálta, valamint a hód, nyest és nyuszt deltai megjelenését. A gödények első hazai műholdas követése szintén úttörő jellegű, bár a két évtizeddel ezelőtti technika nem hozott döntő fontosságú adatokat.
A csak 1957-ben felfedezett, a Valsan folyó (az Argeș mellékfolyója) felső folyásaiban talán még élő pataksügér (Romanichthys valsanicola), abszolút autohton maradvány alfaj végleges kipusztulásának megelőzésére tesz kísérletet, konkrét megvalósíthatósági tanulmányt kidolgozva.

## Válogatott publikációk
- Kiss, J.B., Rékási, J. – 1981 – Zur Ernährung der Türkentaube (Streptopelia decaocto ) in der Nord-Dobrudscha, Rumänien. Der Ornitologische Beobacter. 78: 13-16.
- Kiss, J.B., Rékási, J., Sterbetz, I., Török, Zs. – 1995 – Habitats and foods used by woodcocks (Scolopax rusticola) during migration trough North Dobrogea, Romania, 1970 – 1989. IRWWB, Woodcock and Snipe Research Group. Dezember. 21: 28-35.
- Kiss J.B., Szabó L. – 2000 – Der Weissschwanzkiebitz Vanellus leucurus als europäischer Brutvogel im Donaudelta. Limicola 14. 3: 113-123.
- Kiss J.B., Nichersu, I. – 2002 – Satellite telemetry of birds route for automatic data logging of Pelicans deal behaviour. Analele Stiinţifice. Scientific Annals. INCDDD – Tulcea. Editura Technică. 8: 106-111.
- Halpern, B., Péchy, T., Kiss, J.B. – 2004 – Scientific research on two isolated Vipera ursinii moldavica populations of the Romanian Black/Sea coast: preliminary results. Cercetări Marine – Rechereches Marines. I.N.C.D.M. „Grigore Antipa” Constanţa. 2002/34: 301-311.
- Platteeuw, M., Kiss, J.B., Sadoul, N., Zhmud, M.Y. – 2004 – Colonial Waterbirds and their habitat use in the Danube Delta. Report 2004.002. . p. 3-168. ISBN 90 369 5658 7
- Kiss J. B. – 2006 – Data Regarding Antagonistic Relationships of the Common Tern (Sterna hirundo L.) at the Mouths of the Danube. Delta Dunării. Studii şi cercetări de ştiinţele naturii şi muzeologie. Muzeul "Deltei Dunării" – Tulcea. 3: 160-185.
- Kiss J. B., Alexe, V., Marinov, M., Sándor, A. – 2010 – Data on the distribution of the Greater Black-headed Gull (Larus ichthyaetus Pall. 1773) and its breeding in the Danube Delta Biosphere Reserve. Scientific Annals of the Danube Delta Institute. Tulcea. 16: 19-22.
- Kiss J. Botond, Marinov Mihai, Alexe Vasile, Sándor D. Attila – 2013 – Date privind situaţia actuală şi preferinţele faţă de locurile de cuibărit ale codalbului (Haliaeetus albicilla) în Delta Dunării (România). Silvicultură şi Cinegetică. 18: 32: 139-142.
- Kiss J. Botond, Doroşencu Al., Marinov, M. jr., Alexe, V., Sándor, D.A. – 2014 – Eurasian Beaver (Castor fiber L., 1758), Pine Marten (Martes martes L., 1758) an Stone Marten (Martes foina /Erxlebern, 1777) in the Danube Delta (Romania). Beiträge zur Jagd- und Wildforschung. 39:344-357.
- Rékási József, Kiss J. Botond, Sándor D. Attila – 2017 – Chewing lice (Phthiraptera: Amblycera, Ischnocera) recorded from birds in the Danube Delta Biosphere Reserve: a literature review with new data. Aquila: 124: 7-33.
- Kiss J. Botond, Alexe Vasile, Marinov Mihai, Doroșencu Alexandru, Sándor D. Attila – 2019 – Post-breeding dispersion and migratory routes of Dalmatian Pelican (Pelecanus crispus), Great Cormorant (Phalacrocorax carbo) and Eurasian Spoonbill (Platalea leucorodia) from the North of Sinoe Lagoon (Danube Delta). Scientific Annals of the Danube Delta Institute Tulcea, România. 24: 51-62
- Kiss J. Botond, Doroșencu C. Alexandru, Alexe Vasile, Marinov E. Mihai – 2019 – Data regarding fluctuations in the great white pelican (Pelecanus onocrotalus Linnaeus 1758) population in the Danube Delta (Romania) between the 1950-2016. Muzeul Olteniei Craiova. Oltenia. Studii şi comunicări. Ştiinţele Naturii. 35: 2: 129-140.
- Kiss J. B., Alexe, V., Doroșencu, C.A., Marinov, E.M. – 2020 – Data on the postbreeding migration of marked Romanian Great White Pelicans (Pelecanus onocrotalus Linnaeus, 1758). Ornis Hungarica. 28:1: 65–75. DOI: 10.2478/orhu-2020-0005
- Kiss J. B., Marinov, M., Alexe, V., Bolboacă, L.-E., Doroșencu, A.-C., Trifanov, C. , Peraita, Marta, Cotorogea, C. – 2022- Can the Greater Flamingo (Phoenicopterus roseus) be considered a breeding species in the Danube Delta Biosphere Reserve (Romania)? Scientific Annals of the Danube Delta Institute. 27: 41-56. http://doi.org/10.7427/DDI.27.05
- Kiss, J. B., Marinov, M., Alexe, V., Sándor, D. A., Peraita, Marta – 2022 -The outstanding movements through Europe and West-Africa of an eurasian spoonbill (Platalea leucorodia L., 1758) marked in the Danube Delta Biosphere Reserve, Romania. Muzeul Olteniei Craiova. Oltenia. Studii şi comunicări. Ştiinţele Naturii. 38: 1: 122-126.

## Jelentősebb publikációs fórumok
- Acrocephalus
- Acta Cinegetica Romaniae
- Aquila
- Avocetta
- Állattani Közlemények
- Átalvető
- Beiträge zur Jagd- und Wildforschung
- British Birds
- British Trust for Ornithology. Ringing & Migration
- De Wielewaal
- Erdélyi Nimród
- Journal of Avian Biology
- Journal of Raptor Research
- La Mordorée
- Limicola
- Limosa
- Múzeumi Füzetek
- National Geographic
- Natura
- Nimród
- North-Western Journal of Zoology
- Ornis Hungarica
- Ornithos
- Parasitologica Hungarica
- Peuce
- Revista Pădurilor
- Silvicultura şi Exploatarea Pădurilor
- Turkish Journal of Zoology
- Tuzok
- Vînătorul şi Pescarul Sportiv
- Vadon
- Vögel der Heimat

## Kötetei
- A Delta könyve; Kriterion Könyvkiadó, Bukarest, 1982 (Kriterion Kiskalauz)
- Kétéltűek, hüllők; bevezető Szabó Attila; Dacia Könyvkiadó, Kolozsvár, 1985
- Das Donaudelta. Menschen, Tiere, Landschaften; Kriterion Könyvkiadó, Bukarest, 1988
- Cartea Deltei; Aves Könyvkiadó, Székelyudvarhely, 1997
- A Duna-delta könyve; Független Ökológiai Központ Kiadó, Budapest, 1999
- A Duna-delta könyve; Hubertus Vadkereskedelmi Kft. Kiadó, Budapest, 1999
- Így láttam Indiát; 2. mód. kiad.; AVES Alapítvány, Székelyudvarhely, 2008
- Suttog a természet: Válogatott cikkek és tanulmányok; Editura Didactică şi Pedagogică, Bukarest, 2009, ISBN 978-973-30-2306-7

## Filmek
- Életem, Vadvízország I. dokumentumfilm 52 perc, 1992. Rendező: Xantus Gábor
- Életem, Vadvízország II. dokumentumfilm 52 perc, 2001. Rendező: Xantus Gábor
- Hollós László, Gáspár Judit: Szerelmes földrajz / Kissbotond Deltája, magyar ismeretterjesztő filmsorozat, 2008
- Szürke való, zöld álom dokumentumfilm 26 perc 2017/2018. Forgatókönyv Xantus Gábor, Rendező, operatőr Xantus Áron
- A pelikán jegyében dokumentumfilm 52 perc 2021.Forgatókönyv Xantus Gábor, Rendező, operatőr Xantus Áron

## Társasági tagság
- A Romániai Ornitológiai Társaság alapító tagja (Bukarest, 1991)
- Az NGO Group Pro Delta alapító tagja (Tulcea, 1992)
- A Romániai Vadászattudományi Társaság alapító tagja (Kolozsvár, 1994)
- A Román Ebtenyésztők Egyesületének alelnöke (Tulcea, 1996)
- Club National des Bécassiers (Franciaország)
- Woodcock Research Club (Írország)
- Magyar Madártani és Természetvédelmi Egyesület (Magyarország)

## Díjak, elismerések
- 2006-ban Kiválósági oklevél az Oktatási és Kutatási Minisztérium, Nemzeti Tudományos Kutatási Hatósága részéről a Az Európai Közösség hatodik Kutatási, Technológiafejlesztési és Demonstrációs Tevékenységi Keretprogramjában való részvételéért.
- 2018-ban Románia Kulturális és Nemzeti Identitás Minisztériuma a „Gala 100 – Oameni pentru Tulcea, Oameni pentru România“ keretében munkásságát és a közösség érdekében tett tevékenységét elismerő plakettel jutalmazza.
- Institutul Național de Cercetare - Dezvoltare Delta Dunării, Tulcea: Diploma de excelență, 2021 szeptember
- Deltas and Wetlands konferencia, Tulcea: Diploma of Excellence, 2021 szeptember
- 2025-ben a „Duna-delta” Nemzeti Kutató- és Fejlesztő Intézet (Institutul Național de Cercetare - Dezvoltare “Delta Dunării”, Tulcea) 32. „Deltas & Wetlands” Nemzetközi Szimpóziumán „Emeritus Kutatók” címmel díszplakettet adományoztak.